# Mark Foo
Pour les articles homonymes, voir Foo.
Mark Foo né Mark Sheldon Foo, le 5 février 1958, à Singapour, et mort le 23 décembre 1994, à Maverick’s Point, spot de surf situé près de San Francisco, en Californie, est un surfeur professionnel américain.

## Accident et mort
En décembre 1994, une tempête née au large du Japon, descend le long de l'Alaska et amène d'énormes vagues à Maverick, les plus grosses depuis plusieurs années, avec une forte longueur d'onde ce qui crée des vagues très puissantes.
Mark Foo surfe ce jour-là avec Ken Bradshaw et tous deux s'engagent dans la même vague. Ken Bradshaw légèrement en retrait lui laisse alors la priorité de la vague, mais Foo tombe après quelques mètres. Une série de vagues déferlantes l'empêche alors de remonter et lorsque son corps est récupéré par les secours, il est inanimé. Les secours ne parviendront pas à le réanimer.

## Dans la fiction
La mort tragique de Mark Foo est évoquée dans le roman Le Rouge du péché (2008) publié par Elizabeth George (chapitre 12, page 314 de l'édition en livre de poche chez Pocket, octobre 2009). Et également, dans le roman Un léger malentendu (2023) publié par Rose Mia (chapitre 12, page 127 de l'édition en livre Hugo Poche, juillet 2023.